# Ditassa tamayoi
Ditassa tamayoi är en oleanderväxtart som beskrevs av G. Morillo. Ditassa tamayoi ingår i släktet Ditassa och familjen oleanderväxter. Inga underarter finns listade i Catalogue of Life.